# Agrias micans
Agrias micans är en fjärilsart som beskrevs av Percy I. Lathy 1924. Agrias micans ingår i släktet Agrias och familjen praktfjärilar. Inga underarter finns listade i Catalogue of Life.